# Torre del Campese
La Torre del Campese és una torre de guaita situada sobre una roca que delimita al nord la platja homònima de l'illa de Giglio, a la Toscana (Itàlia), i el petit port de Giglio Campese.

## Història
Va ser construïda al segle xvi per Cosme I de Mèdici, per a protegir la costa occidental de l'illa dels atacs dels pirates turcs. L'any 1699 es va descobrir un escull de corall a la badia de Campese que va ser explotat sense llicència per pescadors napolitans. L'abús va provocar els greuges diplomàtics del Gran Duc de Toscana Cosme III a la cort de Nàpols i posteriorment es va decidir construir una torre (o renovar i reforçar completament l'estructura existent) que permetés controlar l'explotació.

## Descripció
La torre va ser construïda sobre una gran roca a l'extrem nord de la platja en només set mesos l'any 1700. És una estructura circular de tres nivells amb alguns annexos que allotjaven els sentinelles. A la part interna de la base hi havia una gran cisterna per a la recollida d'aigua. Al llarg dels murs exteriors hi ha nombroses espitlleres on hi havia antigament els canons de defensa. Les estructures murals es caracteritzen per un gruix de pedra que en alguns punts supera els dos metres i mig. Originàriament la torre estava aïllada sobre les roques, després connectada per un pont de fusta, mentre que actualment està connectada amb terra ferma per un petit pont de pedra.
Tanmateix, l'ús de la torre per a la defensa de la pesca del corall va ser de curta durada, ja que l'any 1728 els napolitans van obtenir oficialment el permís per a aquella pesca. Només més tard es va utilitzar la Torre del Campese per defensar l'illa dels freqüents atacs dels pirates bàrbars. Vans ser notoris els atacs de 1753 i després del 18 de novembre de 1799, en què l'illa va patir assalts desastrosos per part de les flotes pirates, l'últim dels quals va ser rebutjat pels illencs. Sovint s'atribueix a la Torre del Campese la gloriosa derrota dels sarraïns l'any 1799. Fonts més fiables, però, afirmen que la torre va ser abandonada pels sentinelles quan van albirar l'enorme flota armada, i que la derrota es va atribuir més a una marea, per la qual cosa els tunisians van haver d'abandonar el setge posterior a Giglio Castello per salvar les seves barques. Amb la fi de les incursions, a principis del segle xix, les torres costaneres de la costa toscana van ser lentament abandonades. La Torre del Campese va ser desarmada només l'any 1861 quan disposava de 20 canons, 1 morter, 19 fusells, 11 trombons i 47 piques i puntes.
Des de la unificació d'Itàlia, la torre ha estat utilitzada com a residència i avui la torre és de propietat privada, i es lloga com a casa turística.